# Chaosstar
Chaosstar je progresivna metal glasbena skupina iz Ljubljane. Leta 2004 so jo ustanovili Jure Jurca (vokal, kitara), Vasja Čepič (kitara), Dare Ramot (bas) in Primož Jelševar (bobni). Decembra 2010 je skupino zapustil Jure Jurca, ki pa ga je že januarja 2011 nadomestil pevec in kitarist Matic Nareks.
Glasba Chaosstar združuje različne metal žanre, predvsem heavy in speed metal. Vplive zasedba črpa vse od klasične pa do moderne glasbe.
Januarja 2009 so pri založbi On Parole Productions izdali svoj prvenec z naslovom Lifetime, izid katerega je bil zaradi finančnih in tehničnih težav večkrat prestavljen. Posneli so ga v svojem studiu, za produkcijo je poskrbel Primož Jelševar, mastering pa je opravil Dave Collins. Lifetime je konceptualni album, ki ga sestavlja 8 skladb.

## Zgodovina
Proti koncu leta 2005, ko so uspešno rešili logistične težave prestavljanja opreme med Ljubljano in Zagorjem, je zasedba končno posnela demo skladbo »Rebirth«. Zaradi finančnih omejitev je bila posneta v domačem studiu. Zasedba se je nato lotila pisanja novega materiala za prihajajoči album, obenem pa so člani odigrali več koncertov kot bend, ki preigrava priredbe, da bi zaslužili dovolj denarja za novo in boljšo opremo. V letu 2006 so kot Chaosstar odigrali več koncertov (med drugim tudi na MMOA festivalu) in prejeli nekaj pozitivnih kritik.
V začetku leta 2007 se je snemanje vendarle začelo, a je zaradi študijskih obveznosti članov trajalo več mesecev. V letu 2008 je Primož Jelševar album uredil, zmiksal in produciral, v decembru 2008 pa je za mastering poskrbel še Dave Collins.
Po izidu prvenca januarja 2009 so se Chaosstar odpravili na vseslovensko turnejo, ki je trajala do septembra 2009 in zajela 15 klubskih koncertov ter nastope na festivalih Paranoid Open Air 09, Šklab Fest 09 in Metal Kramp 09. Septembra 2009 so člani oznanili, da bodo ponovno začeli s snemanjem.

## Diskografija
Demo verzija skladbe »Rebirth« se nahaja na kompilaciji New Order Vol. II, ki je bila izdana pri založbi OPP leta 2006. Leta 2006 je bila izdana tudi kompilacija Kuolm U Glavo, na kateri se pojavi skladba »Hurricanes of Madness«.
Januarja 2009 je pri založbi On Parole Productions izšla debitantska plošče Lifetime. Vsebuje 8 skladb. Ker je skupina hotela pestro ploščo z različnimi atmosferami pri posameznih skladbah, na albumu gostuje lepo število glasbenikov, ki poskrbijo za klaviature, klavir, harfo, ženske pomožne vokale in death metalske growle. Besedila pripovedujejo zgodbo o predeterminaciji, odločitvah in žrtvovanju, a vsebujejo sporočilo o tem, da ima človek vedno moč izbire. Večni boj med dobrim in zlim na albumu predstavljajo spopadi med inštrumenti in različni vokalni deli.